# 8. Armee (Deutsches Kaiserreich)
Als 8. Armee / Armeeoberkommando 8 (A.O.K. 8) wurde ein Großverband und die dazugehörige Kommandobehörde des deutschen Heeres während des Ersten Weltkrieges (1914–1918) bezeichnet. Sie wurde an der Ostfront eingesetzt und umfasste mehrere Armee- oder Reservekorps sowie zahlreiche Spezialtruppen. Zeitweise wurde sie nach dem Fluss Njemen auch als „Njemenarmee“ bezeichnet.

## Geschichte
Als am 2. August 1914 die deutsche Mobilmachung anlief, wurde in Posen das Armeeoberkommando 8 aufgestellt. Dieses verlegte am 8. August nach Marienburg. Die Aufgabe der Armee bestand in der Verteidigung der Provinz Ostpreußen gegen einen erwarteten Angriff der russischen Armee. Dazu standen folgende Kräfte zur Verfügung:
- I. Armee-Korps unter Hermann von François
- XVII. Armee-Korps unter August von Mackensen bei Deutsch Eylau
- XX. Armee-Korps unter Friedrich von Scholtz
- I. Reserve-Korps unter Otto von Below bei Nordenburg
- 3. Reserve-Division unter Kurt von Morgen bei Hohensalza
- 1. Kavallerie-Division unter General Brecht bei Gumbinnen

Wie in den Vorkriegsplanungen vorgesehen, versammelte die deutsche Oberste Heeresleitung nach der Kriegserklärung an Russland (1. August) im Osten mit der 8. Armee somit einen Großverband, welcher über 10½ Infanterie-Divisionen und 1 Kavallerie-Division verfügte.
Nachdem die Schlacht bei Gumbinnen (19./20. August 1914) zu keinem Erfolg geführt hatte und der größte Teil Ostpreußens den zahlenmäßig weit überlegenen russischen Truppen in die Hände gefallen war, überlegte der Oberbefehlshaber Generaloberst Maximilian von Prittwitz, hinter die Weichsel zurückzuweichen. Er wurde deshalb abgelöst. Sein Nachfolger General der Infanterie Paul von Hindenburg und dessen Chef des Stabes Erich Ludendorff siegten in der Schlacht bei Tannenberg (26.–30. August 1914) und in der Schlacht an den Masurischen Seen (6.–14. September 1914). Noch während dieser Kämpfe wurde die Armee durch zwei ursprünglich in Belgien eingesetzte Korps, das XI. Armee-Korps und das Garde-Reserve-Korps, verstärkt. Anschließend wurde die Masse der der Armee unterstellten Verbände zeitweilig nach Südpolen zur neu aufgestellten 9. Armee verlegt, wofür auch der größte Teil des Stabes verwendet wurde. Neuer Oberbefehlshaber der 8. Armee wurde vorübergehend Richard von Schubert. Hindenburg, der die 9. Armee übernahm, wurde vom Kaiser bereits zu diesem Zeitpunkt die „Gesamtleitung aller Operationen im Osten“ übertragen.
Nach der Aufstellung der 10. Armee in Ostpreußen Anfang 1915 waren beide Armeen in der Zeit vom 7. bis 22. Februar 1915 an der Winterschlacht in Masuren beteiligt.
Im Zuge der erfolgreichen Offensiven der Mittelmächte an der Ostfront erfolgten im Frühjahr 1915 einige Umorganisationen, die dem neuen Frontverlauf Rechnung tragen sollten. In Kurland operierte in einem Ablenkungsangriff zur Offensive von Gorlice-Tarnów zunächst nur das XXXIX. Reserve-Korps. Dieses wurde nach einer größeren Aufstockung am 22. April 1915 zur Armeeabteilung Lauenstein erweitert und dem Oberbefehlshaber Ost direkt unterstellt. Als weitere Truppen hinzukamen und die Offensive auch am Nordabschnitt der Ostfront größere Ausmaße annahm, musste die Führung der Angriffgruppe reformiert werden. Das Armeeoberkommando 8 in Tilsit wurde aus der Front gezogen und am 26. Mai 1915 mit der Führung der deutschen Streitkräfte in Kurland betraut. Gleichzeitig wurde es in Njemenarmee umbenannt. Neues Hauptquartier des Armeeoberkommandos wurde am 28. Juli 1915 Schaulen.
Den Namen 8. Armee führte in Vertretung das Generalkommando des XX. Armee-Korps des Generals der Artillerie Friedrich von Scholtz und dessen Generalstabschef Oberstleutnant Adolf von Schwerin. Das Hauptquartier lag fast die ganze Zeit über in Lyck, bevor diese Armee am 29. September 1915 aufgelöst wurde.
Erst am 30. Dezember 1915 erfolgte die Rückbenennung der Njemenarmee in 8. Armee, womit das Armeeoberkommando seine ursprüngliche Bezeichnung wieder erhielt. Ab 4. Oktober 1916 erhielt das Armeeoberkommando einen neuen Auftrag. Der Oberbefehlshaber Otto von Below sollte die deutschen Truppen in Makedonien befehligen. Das Armeeoberkommando folgte ihm nun zur Bildung der Heeresgruppe Below. An die Spitze der 8. Armee trat das bisherige Armeeoberkommando 12. Das Hauptquartier blieb vorerst in Schaulen, wurde jedoch am 1. April 1916 nach Mitau verlegt. Nach der Einnahme Rigas Anfang September 1917 lag es vom 15. September 1917 bis zum 31. Dezember 1918 in Riga.

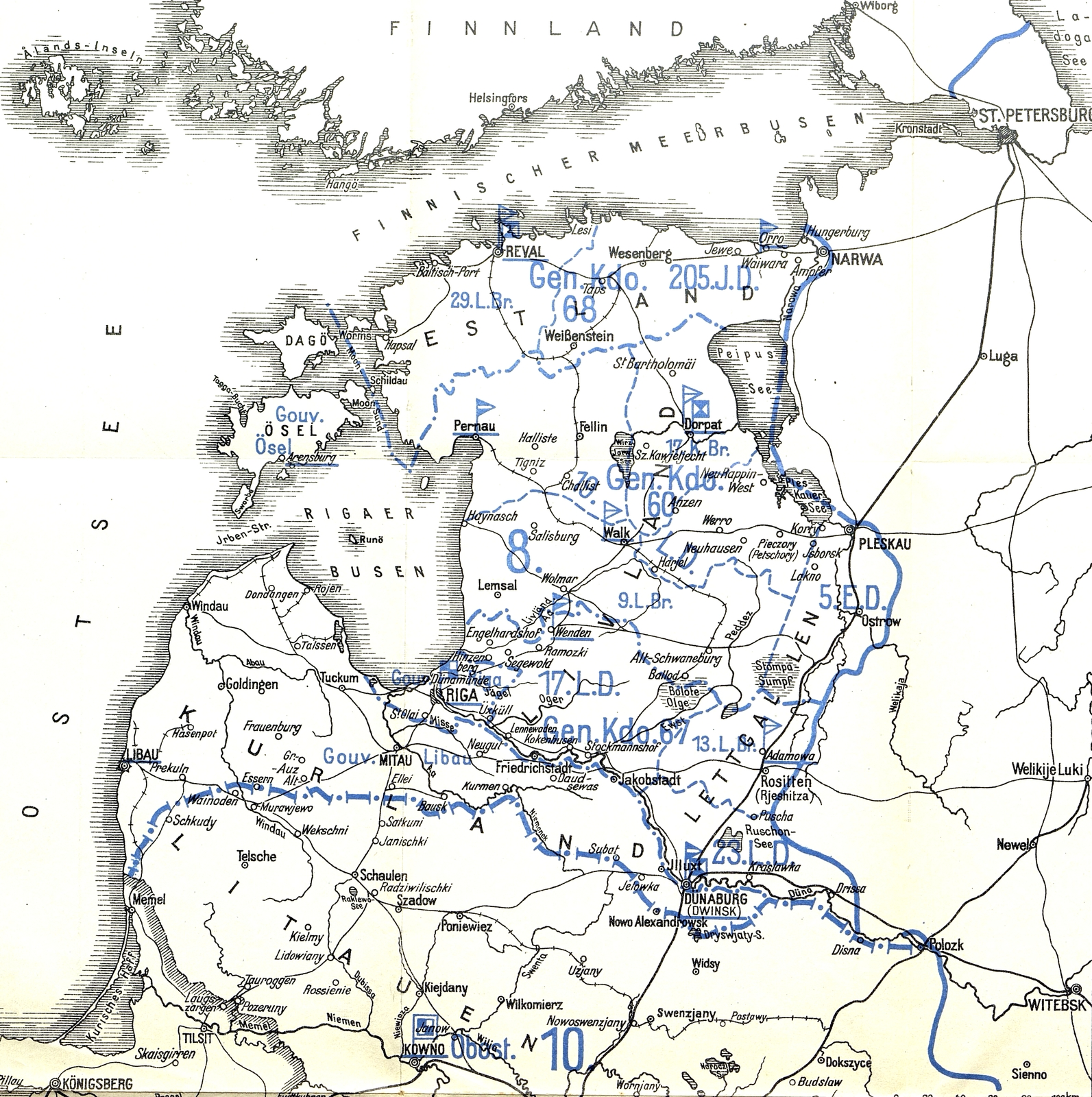
Die 8. Armee im besetzten Baltikum (Sommer 1918)

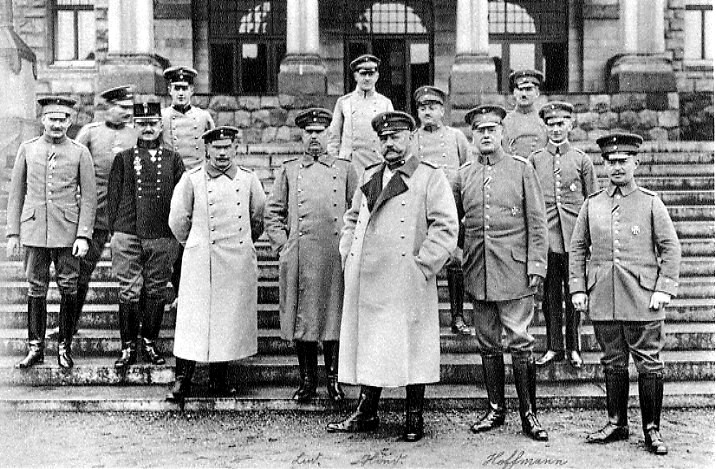
Der Stab der 8. Armee unter Hindenburg

Im März 1918 überschritt die 8. Armee zur Erzwingung des Friedens mit den Sowjets (→ Unternehmen Faustschlag) die Düna und besetzte das gesamte Baltikum bis etwa an die Linie Landenge von Narva–Peipussee–Dorpat. Bis zum Kriegsende im November 1918 etablierten sich folgende Kommandos:
- Reval: Generalkommando 68 (Generalleutnant von Seckendorff)
- Dorpat: Generalkommando 60 (Generalleutnant von Estorff)
- Dünaburg: Generalkommando 67 (Generalleutnant von Scheffer-Boyadel)

Das Hauptquartier der 8. Armee musste nach dem Rückzug am 12. Januar 1919 nach Königsberg zurückverlegt werden.